# Ligia cajennensis
Ligia cajennensis är en kräftdjursart som beskrevs av Koch 1847. Ligia cajennensis ingår i släktet Ligia och familjen gisselgråsuggor. Inga underarter finns listade i Catalogue of Life.